# کلیو بکستر
کلیو بکستر (به انگلیسی: Cleve Backster)، (متولد ۲۷ فوریه ۱۹۲۴ میلادی، درگذشته در ۲۴ ژوئن ۲۰۱۳) یک متخصص بازجویی در آژانس اطلاعاتی مرکزی آمریکا(سیا) بود که در دهه شصت میلادی برای آزمایشهای خود با دروغ سنج در گیاهان به شهرت رسید او مدعی بود که گیاهان دارای ادراک فراحسی و احساس درد هستند چیزی که منجر به نظریه ادراک اولیه او شد گرچه ادعاهای بکستر در رسانه‌ها بازتاب فراوانی پیدا کرد اما از سوی جامعه علمی رد شد

## نظریهادراک اولیه
رشته مطالعات او در دهه ۱۹۶۰ میلادی عوض شد و این زمانی اتفاق افتاد که در سحرگاه دوم فوریه ۱۹۶۶، وی با دستگاه پلی‌گراف و به‌طور تصادفی آزمایشی را روی یک گیاه انجام داد.
نتیجه مشاهدات وی در مجموعه‌ای از آزمایش‌هایشی که پس از آن انجام داد، این بود که در خروجی دستگاه پلی‌گرافی که به گیاهان تحت آزمایش متصل شده بود، زمانی که به گیاهان آسیب وارد می‌شده یا حتی تهدید به آسیب می‌شدند، تغییر مقاومت الکتریکی مشاهده می‌شد.
از آن به بعد، بکستر صدها آزمایش را با گیاهان، تخم مرغ، ماست و نمونه‌هایی از یاخته‌های انسان انجام داد که همگی به نتایج مشابهی انجامیدند.
وی در نتیجه این آزمایش‌ها، به این نتیجه رسید که گیاهان می‌توانند نیات انسان را درک کنند و واکنش نشان دهند. این واکنش به صورت افت‌وخیز در مقاومت الکتریکی که با دستگاه پلی‌گراف (که به عنوان دروغ‌سنج هم مورد استفاده قرار می‌گیرد و بر همین مبنا کار می‌کند) قابل ثبت و ضبط است. وی در فکر اولیه و آزمایش‌هایش از پژوهش‌های سر جاگادیش چاندرا باس (به انگلیسی: Jagadish Chandra Bose)، که پیشتر ادعا کرده بود که نواختی موسیقی به رشد گیاهان کمک می‌کند،
الهام گرفته بود.
وی این حساسیت به فکر را در گیاهان و دیگر سوژه‌های آزمایش، ادراک اولیه نام گذاشت و یافته‌های خود را برای اولین بار در نشریه داخلی فراروان‌شناسی منتشر کرد.
گزارش وی (که به آزمایش با گیاهان محدود بود) با انتقادهای بسیاری مواجه شد که عمدتاً به شیوه آزمایش او نشانه می‌رفتند. اما او موفق شد موافقت دیگر پژوهشگران را جلب کند و آزمایش‌هایش را به سوژه‌های بیشتری (از جمله باکتری، ماست و یاخته‌های انسان) گسترش دهد.
از آن زمان تا کنون، وی کارهای خود را در مجامع بسیاری ارائه کرده‌است که مؤسسه علوم معرفتی - که توسط مهندس فضانورد ادگار میچل (به انگلیسی: Edgar Mitchell) بنیان گذاشته شده 
- و همین طور مؤسسه روانشناسی فرافردی (به انگلیسی: Transpersonal psychology)، از جمله این مجامع شناخته‌شده‌اند.

## مدرسه دروغ‌یابی بکستر
مدرسه دروغ‌یابی بکستر در سال ۱۹۶۱ میلادی، در شهر ساندیه‌گوی ایالت کالیفرنیای آمریکا تأسیس شده و به ادعای مؤسس آن، بیش از هر مؤسسه مشابه دیگری به مشغول فعالیت در این زمینه حرفه‌ای بوده‌است.
البته، با توجه به اشاره برخی منابع به شهر نیویورک
، به نظر می‌رسد که این مؤسسه، در آغاز در این شهر تأسیس و سپس به ساندیه‌گو منتقل شده‌است.
این مؤسسه مورد پذیرش نهادهایی نظیر اتحادیه پلی‌گراف آمریکا (به انگلیسی: American Polygraph Association)، اتحادیه پلیس‌های پلی‌گرافیست آمریکا (به انگلیسی: American Association of Police Polygraphists) و اتحادیه ممتحنین پلی‌گراف کالیفرنیا (به انگلیسی: California Association of Polygraph Examiners) قرار گرفته‌است.

## بازتاب
زیست‌ارتباط بکستر، بیش از هر جای دیگری، در کتاب زندگی پنهانی گیاهان (به انگلیسی: The Secret Life of Plants)، نوشته پیتر تامپکینز (به انگلیسی: Peter Tompkins) و کریستوفر بیرد (به انگلیسی: Christopher Bird)، چاپ ۱۹۷۳ میلادی، مورد بحث قرار گرفته‌است.
علاوه بر آن، کلیو بکستر، کارهایش را به تفصیل در کتاب خود به نام ادراک اولیه، منتشر شده به سال ۲۰۰۳، شرح داده است.
وی از سال ۲۰۰۴ تا ۲۰۰۷ در برنامه رادیویی از کرانه تا کرانه، سحرگاه (به انگلیسی: Coast To Coast AM) شرکت کرد و به پرسش‌های مجری و شنوندگان در مورد زیست‌ارتباط و ارتباط با گیاهان پاسخ گفت.
کارهای وی سوژه یک قسمت از برنامه MythBusters از شبکه تلویزیونی دیسکاوری قرار گرفت.
تیم تهیه‌کننده برنامه تلاش کردند که آزمایش‌های بکستر را هم با دستگاه پلی‌گراف و هم با دستگاه الکتروانسفالوگراف به بوته آزمایش دوباره بگذارند. نتایج اولیه در آزمون گیاهان با پلی‌گراف به همان نتایج بکستر منجر شد، اما تیم از آزمودن ماست، گویچه سفید انسان و همین طور تخم مرغ نتیجه‌ای نگرفت. ضمن این که هیچ یک از آزمون‌ها با دستگاه الکتروانسفالوگراف نتیجه مثبتی به بار نیاورد.